# 一フッ化アルミニウム
一フッ化アルミニウム(Aluminium monofluoride)は、化学式AlFの化学物質である。高温下でフッ化アルミニウムと金属アルミニウムの反応により生成するが、冷えるとすぐに反応物に戻る。ハロゲン化アルミニウム(I)に由来する物質は、特殊なリガンドを用いて安定化することができる
。
この分子は、星間物質の中からも発見されている。ここでは、非常に希薄なため、分子間衝突は重要ではない。